# Parafia św. Maksymiliana Kolbego w Nowej Wsi
Parafia Świętego Maksymiliana Kolbego w Nowej Wsi – parafia rzymskokatolicka znajdująca się w Nowej Wsi. Należy do dekanatu Kęty diecezji bielsko-żywieckiej. Erygowana 13 maja 1982.